# Marzano Appio
Marzano Appio é uma comuna italiana da região da Campania, província de Caserta, com cerca de 3.110 habitantes. Estende-se por uma área de 28 km², tendo uma densidade populacional de 111 hab/km². Faz fronteira com Caianello, Conca della Campania, Presenzano, Roccamonfina, Tora e Piccilli, Vairano Patenora.

## Demografia
| Variação demográfica do município entre 1861 e 2011                               |
|                                                                                   |
| Fonte: Istituto Nazionale di Statistica (ISTAT) - Elaboração gráfica da Wikipedia |